# I’m an Albatraoz
«I’m an Albatraoz» — песня шведского диджея, известного под псевдонимом АронЧупа (AronChupa).

## История создания
Вокал в песне исполняет младшая сестра АронЧупы (настоящее имя которого Арон Экберг) Нора Экберг. Нора рассказывала:
Хорошо работать со своим братом, так как мы очень хорошо знаем друг друга и всегда можем быть честны [друг с другом]. Когда Арон спрашивает меня о чём-нибудь, типа, — «Нора, что ты об этом думаешь?» — Я всегда могу сказать честно, что это звучит как д---мо, если я так на самом деле думаю.
АронЧупа рассказывал:
Это всего лишь глупая/дурацкая песня. На самом деле план был просто показать её друзьям. А потом я показал (прим. перев.: сыграл?) её в Буросе, совсем рядом с Гётеборгом в Швеции, где мы живём, а потом и всей стране. Я подумал: «Бог мой, это было просто».

### Музыкальный жанр
По словам сайта Songfacts, «этот трек смешивает водевильный свинг с упругим электронным битом». Арон Чупа рассказывал:
Это скучный [и банальный] рассказ, но я на самом деле слушаю [абсолютно] всё. Много классической музыки, 50-е, 60-е, 70-е. Я всегда увлекался свингом и джазом. И я подумал, что было бы круто сделать что-то джазовое и смешать это с электроникой или популярным [сейчас] жанром EDM.

## Приём публики
Эта песня Арона достигла первых мест в ряде стран мира и Европы, включая его родную Швецию, Данию, Венгрию, Польшу и Турцию.

## Чарты
| Чарт (2014–15)                             | Позиция |
| ------------------------------------------ | ------- |
| Австралия (ARIA)                           | 2       |
| Австрия (Ö3 Austria Top 40)                | 2       |
| Бельгия/Фландрия (Ultratop 50)             | 6       |
| Бельгия/Валлония (Ultratop 50)             | 4       |
| Канада (Billboard Canadian Hot 100)        | 8       |
| Чехия (Rádio — Top 100)                    | 4       |
| Чехия (Singles Digitál Top 100)            | 11      |
| Дания (Tracklisten)                        | 1       |
| Финляндия (Suomen virallinen lista)        | 5       |
| Франция (SNEP)                             | 7       |
| Германия (GfK)                             | 4       |
| Венгрия (Dance Top 40)                     | 1       |
| Венгрия (Rádiós Top 40)                    | 30      |
| Венгрия (Single Top 40)                    | 2       |
| Ирландия (IRMA)                            | 48      |
| Италия (FIMI)                              | 7       |
| Нидерланды (Dutch Top 40)                  | 4       |
| Нидерланды (Single Top 100)                | 2       |
| Mexico (Monitor Latino)                    | 10      |
| Новая Зеландия (Recorded Music NZ)         | 3       |
| Норвегия (VG-lista)                        | 5       |
| Польша (Polish Airplay Top 100)            | 13      |
| Польша (Dance Top 50)                      | 1       |
| Poland (Video Chart)                       | 1       |
| Шотландия (OCC Scotland)                   | 7       |
| Словакия (Rádio — Top 100)                 | 15      |
| Словакия (Singles Digitál Top 100)         | 9       |
| Испания (PROMUSICAE)                       | 5       |
| Швеция (Sverigetopplistan)                 | 1       |
| Швейцария (Schweizer Hitparade)            | 6       |
| Turkey (Number One Top 100)                | 1       |
| Великобритания (OCC UK Singles)            | 25      |
| США (Billboard Hot Dance/Electronic Songs) | 10      |

### Годовые чарты
| Чарт (2014)                      | Позиция |
| -------------------------------- | ------- |
| Australia (ARIA)                 | 82      |
| Germany (Official German Charts) | 82      |
| Чарт (2015)                      | Позиция |
| Australia (ARIA)                 | 93      |
| Canada (Canadian Hot 100)        | 53      |
| Germany (Official German Charts) | 61      |
| Italy (FIMI)                     | 44      |
| New Zealand (Recorded Music NZ)  | 50      |

## Сертификации
| Регион | Сертификация  | Продажи  |
| --- | ------------- | -------- |
| Австралия (ARIA) | 2× Платиновый | 140 000^ |
| Австрия (IFPI Austria) | Золотой       | 15 000*  |
| Канада (Music Canada) | 4× Платиновый | 320 000  |
| Denmark (IFPI Denmark) | Платиновый    | 30,000*  |
| Германия (BVMI) | Золотой       | 200,000^ |
| Италия (FIMI) | 2× Платиновый | 100,000  |
| Mexico (AMPROFON) | Золотой       | 30,000*  |
| Новая Зеландия (RMNZ) | Платиновый    | 15 000*  |
| South Africa (RISA) | Золотой       | 10,000*  |
| Швеция (GLF) | 2× Платиновый | 80 000   |
| Великобритания (BPI) | Золотой       | 400 000  |
| * Данные о продажах приведены только на основе сертификации. · ^ Данные о тиражах приведены только на основе сертификации. · Данные о продажах + прослушиваниях приведены только на основе сертификации. |               |          |